# Último Guerrero

José Gutiérrez Hernández (né le 1er mars 1973 à Gómez Palacio, Durango) est un catcheur (lutteur professionnel) mexicain qui est actuellement sous contrat à le Consejo Mundial de Lucha Libre. Il est connu pour son parcours au sein de cette fédération où il combat sous le nom d'Último Guerrero. Il a été une fois champion du monde et six fois champion par équipe de la CMLL.

## Carrière

### Consejo Mundial de Lucha Libre (1998-...)
Le 4 août 2000, lui et Rey Bucanero battent Mr Niebla et Villano IV et remportent les CMLL World Tag Team Championship.
Lors de Wrestle Kingdom IV, lui et Averno perdent contre Apollo 55 (Prince Devitt et Ryusuke Taguchi) et ne remportent pas les IWGP Junior Heavyweight Tag Team Championship.
Le 2 novembre 2010, lui et Dragón Rojo Jr. battent Mr. Águila et Héctor Garza et remportent les CMLL World Tag Team Championship. Après la victoire pour les titres, Dragón Rojo Jr. est devenu un membre officiel de Los Guerreros de la Atlantida. 

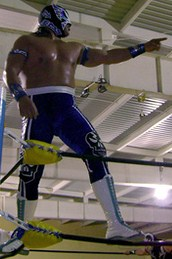
Último Guerrero en Décembre 2010

Le 12 août 2011, il perd le CMLL World Heavyweight Championship contre Héctor Garza qui met fin à son règne de 963 jours. Lors de Destruction 2011, lui et Shinsuke Nakamura perdent contre Hirooki Goto et Tama Tonga.

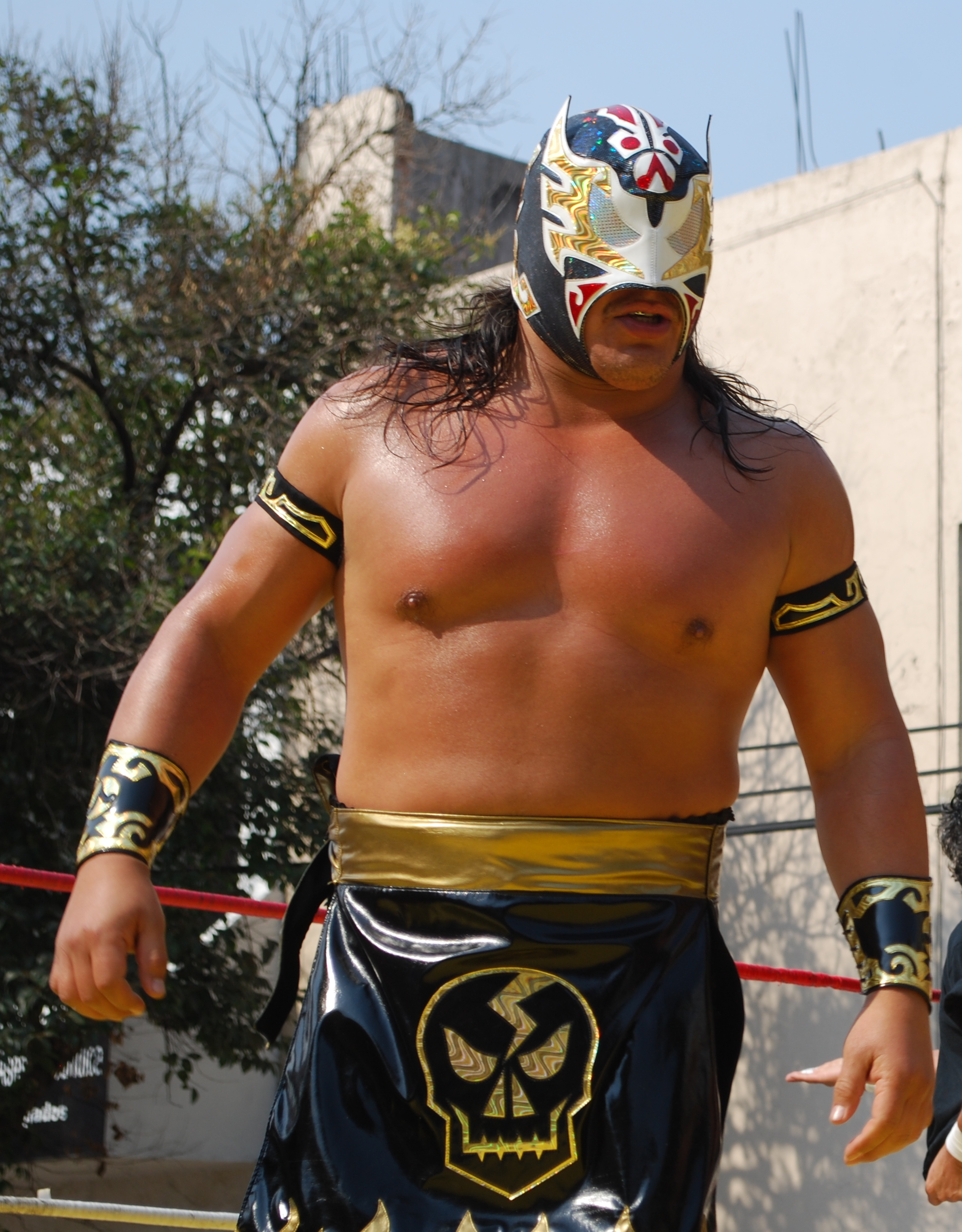
Último Guerrero en janvier 2013

Le 28 mai 2014, lui, Euforia et Niebla Roja battent Los Estetas del Aire (Máscara Dorada, Místico II et Valiente) et remportent les CMLL World Trios Championship. Le 29 août, il bat La Sombra en finale pour remporter le Universal Championship 2014, devenant le premier double vainqueur du tournoi.
Lors de CMLL 81st Anniversary Show, il perd contre Atlantis dans un Luchas de Apuestas Match et perd son masque et donc a été contraint de se dévoiler pour la première fois de sa carrière et de révéler son nom de naissance José Gutiérrez Hernández,,. En janvier 2015, il retourne au japon pour prendre part à la tournée Fantastica Mania 2015, au cours de laquelle il bat Atlantis dans un match revanche. Le 13 février, lui, Euforia et Niebla Roja perdent les CMLL World Trios Championship contre Sky Team (Místico, Valiente et Volador Jr.). Le 17 juillet, il bat Rey Escorpión dans un Luchas de Apuestas Match et remporte les cheveux de ce dernier. Le 31 août, il bat La Sombra et remporte le NWA World Historic Middleweight Championship.
Le 10 juillet 2016, il bat Michael Elgin dans un Best Two Out Of Three Falls Match.
Lors de CMLL 85th Anniversary Show, ils perdent les titres contre The Cl4n (Ciber the Main Man, The Chris et Sharlie Rockstar). Le 28 septembre, ils battent The Cl4n et remportent les CMLL World Trios Championship pour la deuxième fois. Le 16 octobre, il bat Diamante Azul et remporte le vacant CMLL World Heavyweight Championship pour la deuxième fois.

### Total Nonstop Action Wrestling (2008)
Lors du deuxième tour, il perd contre le représentant de la Team TNA, Kaz.

### Lucha Libre Elite (2014-...)
Le 27 avril 2016, il bat Bobby Lashley.

### Ring Of Honor (2017-...)
Le 12 novembre 2016, il fait ses débuts à la fédération en tant que participant avec Hechicero et Okumura au ROH 6-Man Tag Team Championship Tournament pour déterminer les premiers ROH World Six-Man Tag Team Champions où ils battent Kamaitachi et The Addiction (Christopher Daniels et Frankie Kazarian) lors du premier tour. Lors des demi-finale, ils perdent contre The Kingdom (Matt Taven, TK O'Ryan et Vinny Marseglia) et sont éliminés du tournoi.
Lors de Best in the World 2017, lui et El Terrible battent The Kingdom (Matt Taven et Vinny Marseglia). Lors de Manhattan Mayhem 2018, lui et Jay Lethal perdent contre Dalton Castle et Volador Jr..

## Palmarès
- Consejo Mundial de Lucha Libre
  - 2 fois CMLL World Heavyweight Championship[27]
  - 1 fois CMLL World Light Heavyweight Championship[27]
  - 6 fois CMLL World Tag Team Championship avec Rey Bucanero (3), Dr. Wagner, Jr. (1), Atlantis (1) et Dragón Rojo, Jr. (1)[27]
  - 5 fois CMLL World Trios Championship avec Atlantis et Tarzan Boy (1), Atlantis et Negro Casas (1) et Euforia et Niebla Roja (1) et Euforia et Gran Guerrero (2, actuel)[27]
  - 1 fois NWA World Historic Middleweight Championship[27]
  - Carnaval Incredible Tournament (2000) – avec Rey Bucanero et Mr. Niebla
  - Copa de Arena Mexico: 1999 – avec El Satánico et Rey Bucanero[1]
  - Copa Bobby Bonales (2014)
  - International Gran Prix (2006 et 2007)[1]
  - Torneo Gran Alternativa (1999) – avec Blue Panther[1]
  - Torneo Gran Alternativa (2008) – avec Dragón Rojo, Jr.[1]
  - Torneo Gran Alternativa (2011) – avec Escorpion[1]
  - Universal Championship (2009 et 2014)[1]
  - CMLL Rudo of the Year (2009)
  - CMLL Tag Team of the Year (2010) – avec Atlantis

- International Wrestling Revolution Group
  - Copa Higher Power (1999) – avec Astro Rey Jr., Máscara Mágica, Rey Bucanero et El Satánico[1]

- Lucha Libre Azteca
  - 2 fois LLA Azteca Championship[27]

- Toryumon Mexico
  - Copa NSK (2013)
  - Copa Mundial (2014)[1]

- Total Nonstop Action Wrestling
  - TNA World X Cup (2008) – avec Volador Jr., Rey Bucanero et Averno[1]

- Universal Wrestling Entertainment
  - 1 fois UWE Tag Team Championship – avec Atlantis[27]

- World Wrestling Association
  - 1 fois WWA World Tag Team Championship – avec Perro Aguayo, Jr.[27]

## Récompenses des magazines
- Pro Wrestling Illustrated

| Année | 1999 | 2000 | 2001 | 2002 | 2003 | 2004 | 2005 | 2006 | 2007 | 2008 | 2009 | 2010 | 2011 | 2012 | 2013 | 2014       | 2015 | 2016 | 2017 | 2018 | 2019 | 2020 | 2021 | 2022 | 2023 | 2024 |
| ----- | ---- | ---- | ---- | ---- | ---- | ---- | ---- | ---- | ---- | ---- | ---- | ---- | ---- | ---- | ---- | ---------- | ---- | ---- | ---- | ---- | ---- | ---- | ---- | ---- | ---- | ---- |
| Rang  | 136  | 81   | 154  | 61   | 141  | 94   | 12   | 22   | 11   | 12   | 10   | 29   | 126  | 167  | 227  | Non classé | 198  | 210  | 273  | 289  | 264  | 50   | 17   | 78   | 259  | 218  |

- Wrestling Observer Newsletter
  - Best Tag Team of the Decade (2000–2009) – avec Rey Bucanero